# Zoltán Halmay
Zoltán Halmay   (Vysoká pri Morave, 18 de juny de 1881 - Budapest, 20 de maig de 1956) fou un nedador de l'Imperi Austrohongarès. Va ser el primer gran nedador de l'Europa continental, guanyant nou medalles olímpiques entre el 1900 i el 1908.
El 1900, als Jocs Olímpics d'Estiu de París, va guanyar la medalla de plata en els 200 i els 4000 metres lliures i la de bronze en els 1.000 metres lliures. El 1904, als Jocs de Los Angeles, guanyà la medalla d'or en les 50 i 100 iardes lliures. El 1906, als Jocs Intercalats d'Atenes, guanyà l'or en els 4×250 m lliures i la plata en els 100 metres lliures. La darrera participació en uns Jocs fou el 1908, a Londres, on guanyà la medalla de plata en els 100 metres lliures i els 4x200 metres lliures.
Durant la seva carrera esportiva va posseir el rècord del món dels 100 metres lliures entre el 3 de desembre de 1905 i el 20 de juliol de 1908.
Halmay va néixer a Vysoká pri Morave a prop de Bratislava (actualment Eslovàquia) i va morir a Budapest.